# آزمون آلمانی به عنوان زبان خارجی
آزمون آلمانی به عنوان زبان خارجی (به آلمانی: Test Deutsch als Fremdsprache) کوتاه‌شدهٔ تست‌داف (TestDaF) یک آزمون زبان آلمانی برای سنجش مهارت سخنوران خارجی زبان آلمانی است. هدف آن افرادی است که قصد دارند در دانشگاه‌های آلمان تحصیل کرده یا به کار پژوهشی بپردازند. این آزمون به‌وسیلهٔ مؤسسهٔ تست‌داف برگزار می‌شود.
تست‌داف در ۹۵ کشور جهان برگزار می‌شود و مهارت‌های شنیداری، گفتاری، خواندن، و نوشتن را پوشش می‌دهد. دانشگاه‌های آلمان این آزمون را به رسمیت می‌شناسند.
نمرهٔ این آزمون، شرکت‌کنندگان را در سه سطح از TDN 3 تا TDN 5 قرار می‌دهد که بر پایهٔ چارچوب اروپایی مشترک مرجع برای زبان‌ها، هم‌ارز سطح‌های B2 تا C1 است. مدرک آن برای مدت نامعینی اعتبار دارد.

## نمره‌دهی
نتیجهٔ تست‌داف به صورت «قبول» و «رد» اعلام نمی‌شود. از آن‌جایی که پرسش‌ها برای همهٔ شرکت‌کنندگان یکسان است، و هدف آزمون جداسازی شرکت‌کنندگان در سطح‌های مشخص است، نتیجهٔ آزمون هم در سطح‌های مختلف اعلام می‌شد:
- سطح ۳ (TDN 3)
- سطح ۴ (TDN 4)
- سطح ۵ (TDN 5)

چنانچه شرکت‌کننده نتواند خودش را به پایین‌ترین سطح ممکن (TDN 3) برساند، «زیرِ TDN 3» بر روی کارنامه‌اش چاپ خواهد شد. هر چهار بخش آزمون جداگانه نمره داده می‌شوند و این نمره‌ها در مدرک نشان داده می‌شود. برخی دانشگاه‌ها (بسته بن برنامه و رشته) از داوطلبانشان نمرهٔ خاصی را در همهٔ بخش‌ها درخواست می‌کنند. برخی تنها نمرهٔ کل را محاسبه می‌کنند. چنانچه داوطلب نتواند نمرهٔ خواسته‌شده را کسب کند، می‌تواند آزمون را تکرار نماید. آزمون به صورت متمرکز توسط افراد آموزش‌دیده تصحیح می‌شود.
سه سطح آزمون با چارچوب اروپایی مشترک مرجع برای زبان‌ها (CEFR) هماهنگ هستند. TDN 3 و نیمهٔ پایینی TDN 4 نمایندهٔ سطح B2 هستند و نیمهٔ بالایی TDN 4 و TDN 5 نمایندهٔ C1 هستند.